# 修正液
修正液（しゅうせいえき、英語：correction fluid）とは、紙等への筆記を、紙の色と同色で塗りつぶすことによって修正する筆記具の1つ。一般に白紙への使用を考慮して、白色であることが多いのでホワイト等とも通称される。一般には、修正専用の筆記具が売られており、液状のものだけでなく、クレヨン状やテープ状のものもある。
インク消しが修正液と呼ばれることがあるが、全く違う種類の液体である。そちらについてはインク消しの記事を参照。

## 概要
紙と同色で不透明な顔料が溶剤に溶かしてある。溶剤は、修正対象であるインクを溶かさず、乾燥が早い必要があるので、一般に有機溶剤（メチルシクロヘキサンなど）が使われることがほとんどだが、水を使用したものもある（例：ライオン事務器　ミスノン W-20など）。溶剤を乾燥させる必要があるため、塗布後の再筆記には一定時間置く必要があり、また乾燥していない状態で触れて手を汚すこともあるのが最大の欠点である。これらを克服した修正テープの登場により、近年の需要は減少傾向である。
書類での誤字の修正や漫画などで線がはみ出したりした際に使うことが多い。修正した文書をコピーすると、修正した箇所がわからなくなる。しかし、通例ビジネス文書ではあまり使用することは好ましくないとされ、とりわけ金銭授受に係わる重要な書類などはこれによる修正は不可とされている。
また、インクの種類・紙の種類によっても使用する顔料・テープの色は異なっており、例えば一般的な修正液は光沢のある白色が用いられるが、白色度の低い再生紙用として若干茶色を帯びた製品もある。

## 歴史
1950年頃にアメリカの会社の女性従業員ベティ・ネスミス（モンキーズのメンバーとして知られるマイク・ネスミスの母）が発案した。彼女はタイピストでありタイプミスの修正用にテンペラ画用のラテックス顔料を使用していたが、これが仕事仲間に評判となり、ついに1958年に脱サラして修正液の会社を創業して全米で販売を開始した（リキッドペーパー）。これがきっかけとなり修正液は現在のように汎く世界に普及した。

### 日本
- 1952年、丸善によって「リキッドペーパー」が日本にも輸入される[2]。

この間、万年筆の修正用には、化学変化でインクの鉄分を分解する修正薬品「インク消し」が人気を得ていた。丸十化成株式会社（現:カズキ高分子）の「ガンヂー」、ロイド産業株式会社の「ロイド（旧:クロンボ印）」などがある。
- 1970年代、丸十化成が「ミスノン600｣を開発・発売。日本国内で初の”修正液”であり、同製品は国内において修正液の代名詞的な存在となった[2]。
- 1982年、シードが修正液の生産を開始。
- 1983年、ぺんてるが、”ペンタッチボトル型修正液”を開発し「ぺんてる修正液 XZL1」発売[3]。ハケ式にかわり、世界で初めて開発された。ペンタッチ式を採⽤した[4]。

- 1989年、シードが「ケシワード」を開発・発売。世界初の”修正テープ”であり、修正液の弱点を克服すべく修正液をドライタイプのテープ状にできないものかという発想の基に開発され、第1号商品が市販された[5][6]。
- 1989年、不易糊工業が「イスク（EASK）」を開発・発売。日本国内で初の”固形修正ペン”であり、“こぼれず、出すぎず、振らずに使え、うすめ液も要らない” をコンセプトに開発された[7]。
- 1992年、セーラー万年筆が「修正ローリング」を開発・発売。世界初ボールペンチップ採用の修正ペンだった。
- 1993年、ゼブラが「ボールケスパ」を開発・発売。先端にボールチップを採用した修正液だった[8]。
- 1994年、セーラー万年筆が「修正字消しペン」を発売。累計1,000万本突破する大ヒットとなる。
- 2002年、ぺんてるが「修正ボールペン ZL12」を開発・発売。ノック式修正ペンだった[9]。

## 分類
容器型、ペン型、テープ転写型の3種類に分類される。

### 容器型

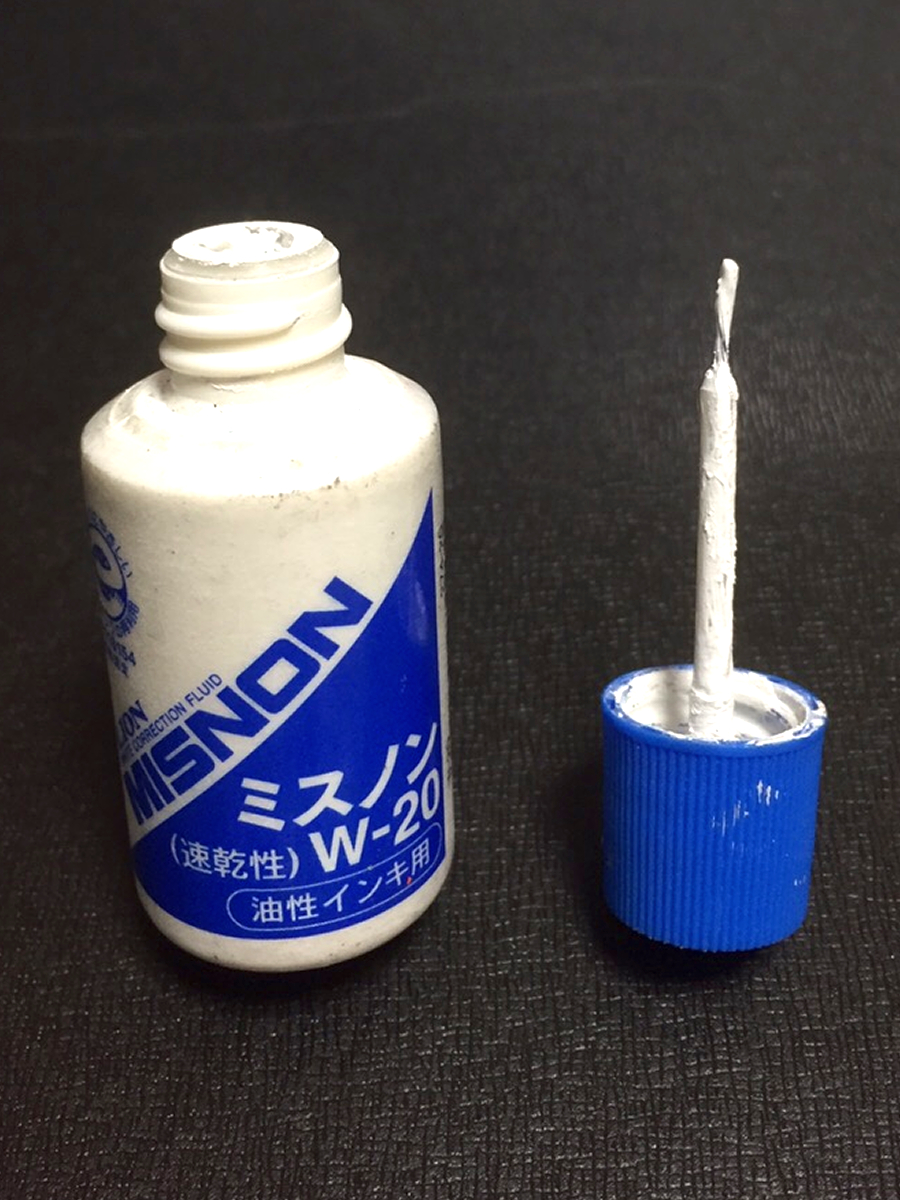
容器型（ライオン事務器のミスノン）

ボトル様の容器に修正液が入っているもの。最初に登場した修正液は先端がハケ状のもので、ハケは一般にキャップと一体になっておりキャップを外してそのまま塗りつけられるようになっているタイプである
開口部が広く、溶剤が気化しやすいため、製造後及び開栓後時間が経つにつれて、容器内の顔料の濃度が高まる。こうなると修正液の潤滑性が失われ、平滑に塗布しがたくなるので、定期的に溶剤（薄め液）を加えて濃度を保つ必要がある。一般的な有機溶剤を使用した製品では、別途専用の薄め液を購入しなければならない。溶剤に水を使った製品は、水性インクの修正は不可能だが、薄め液に水道水が使えるので、このうすめ液を別途購入しなくても良いメリットがある。
上記のほか、使用中に容器を倒してこぼしやすいことなどの欠点があり、ペン型修正液や修正テープの普及により需要が減り、主流ではない。しかし、幅広い箇所の修正が可能などの利点もあり、根強い需要がある。また、漫画原稿の描画修正用に、従来のポスターカラーの代わりに使用される。

### ペン型

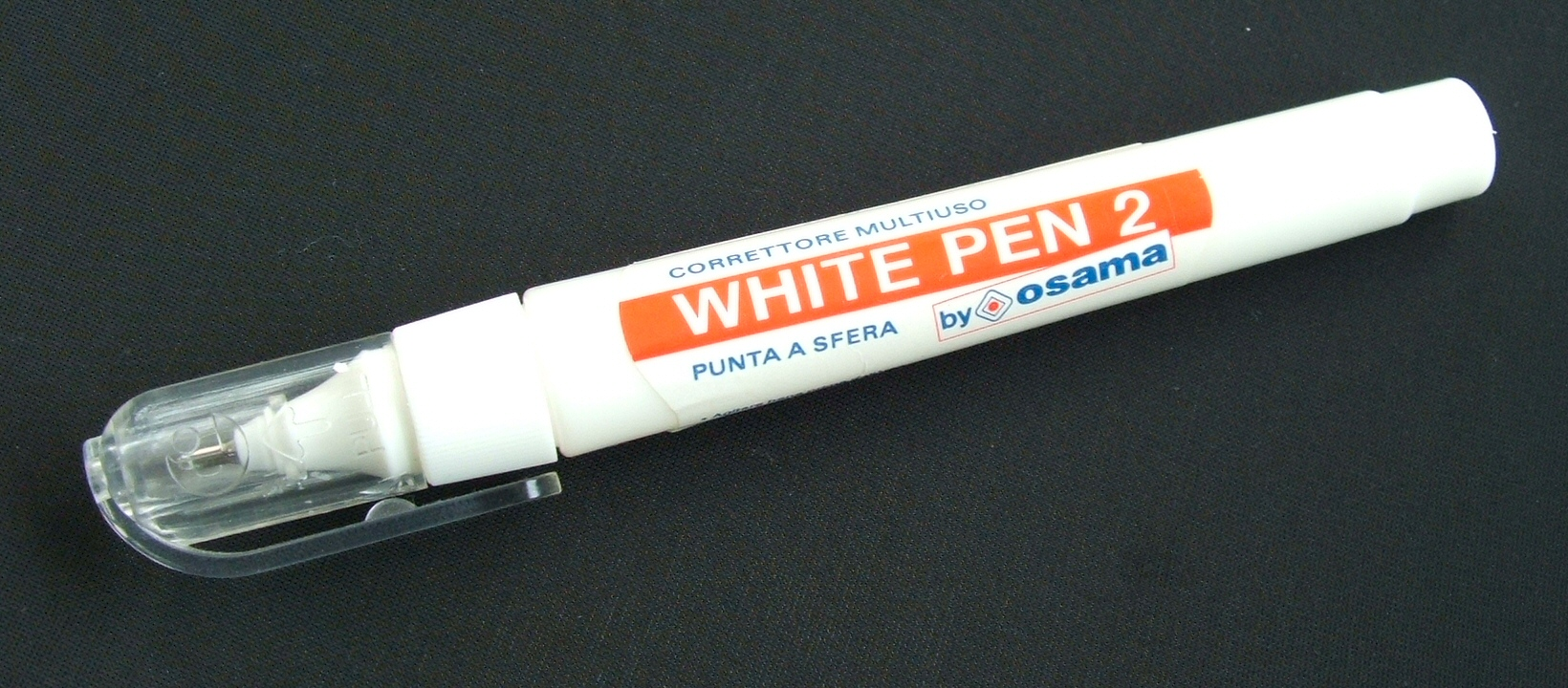
修正ペン

筆記具様の容器に修正液を封入したもの。修正ペンとも呼ばれる。使用時以外は本体が密封されるので、薄め液を加える必要性は低い。ペンの先端部を紙に押しつけて修正液を浸出させる仕組みになっている。
修正液を容器から出す際に、容器を指先で押して圧力を加える方法と、あらかじめ容器内部を加圧してその圧力で出す方法とがある。後者の方法では、一般的な筆記具により近い扱いが可能であるが、時として内部圧力を調整する操作を要する場合がある。
ハケ型のキャップにペン先を付け、ハケ型・ペン型両用とした製品もある。

### テープ転写型（修正テープ）

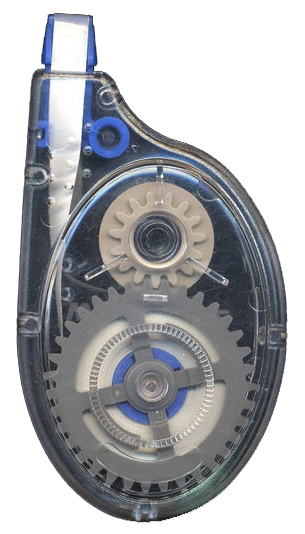
修正テープ

本体の内部に複数の回転軸を内蔵し、それが回動しながら文字修正テープを転写していくタイプのものでテープ転写型という。一般には修正テープと呼ばれている。
裏に糊の付いた、薄いテープ状の製品である。表面に汚れが付かないようシートに貼り付けられており、シートをこすって紙に転写する。テープが貼られた細長いシートがロール状に巻かれてカートリッジに納められた製品が一般的で、カートリッジを押さえつけて修正したい箇所を滑らせると、容易に転写されるようになっている。修正液と違い、すぐに再筆記可能な利点があるが、修正部分を強めにこすると剥がれやすいので注意を要する。曲線などの修正には不向きだが、ある程度の伸縮性は有する。
近年は環境に配慮し、詰め替えタイプの修正テープも市販されている。
シートフィルムに修正テープが貼り付けられており、インスタントレタリングのように紙へ転写する製品もある。形状からして修正テープとは言い難いが、原理は同じである。

### 幅広ペン型
ぺんてるからは、ペン型修正液に修正テープのような幅を持たせることで互いの欠点を補完した修正液が開発され、2023年12月、修正文具としては17年振りの新商品として販売された。

## 備考
- 溶剤を使用せず、顔料を固めてクレヨン状にした製品もある。乾燥は早いが、紙への定着性が良くない・均一な塗布が困難（凸凹が発生する、衣服や皮膚へ付着してしまうと、汚れが落ちにくい）などの欠点もあり、少数の製品にとどまる。

## 主な国内メーカー
修正液
- ぺんてる - 修正液シリーズ
- ゼブラ - ボールケスパ、ケスティック
- カズキ高分子[12] - GANGYミスノン
- ライオン事務器 - LIONミスノン

以前までセーラー万年筆も、「修正字消しペン」シリーズなど多くの修正液を製造していたが全て生産終了となっている。また、パイロットや三菱鉛筆も修正液市場からは撤退した。
修正テープ
- トンボ鉛筆 - MONO
- プラス - ホワイパー
- コクヨ - ケシピコ
- シード - ケシワード
- パイロット - ホワイトライン

他